# Racicze
Racicze (biał. Рацічы; ros. Ратичи) – agromiasteczko na Białorusi, w obwodzie grodzieńskim, w rejonie grodzieńskim, w sielsowiecie Podłabienie.
W dwudziestoleciu międzywojennym wieś leżała w Polsce, w województwie białostockim, w powiecie augustowskim, w gminie Hołynka.
W 1994 w Raciczach urodził się hokeista Artur Haurus.